# Théâtre immersif
 (décembre 2018).
- Si vous ne connaissez pas le sujet, laissez ce bandeau (vous pouvez alors contacter les auteurs).
- Si vous supprimez le contenu mis en cause (vous pouvez préalablement contacter les auteurs),

argumentez précisément cette suppression dans la page de discussion
(un manque de référence n'est pas un argument ; une recherche réelle de référence doit avoir été effectuée, être formellement documentée).
Le théâtre immersif est une forme de représentation théâtrale qui se différencie du théâtre traditionnel par l'absence du quatrième mur, mêlant le public à la performance. Ce type de représentation est souvent accompli en utilisant un lieu spécifique, permettant au public de s'immerger, de converser avec les acteurs et d'interagir avec leur environnement.
Les formes modernes de théâtre immersif ont un large éventail de définitions, toutes basées sur le degré et le type d'engagement trouvé entre les acteurs et leur public. Bien que de nombreux critiques soutiennent que tout art incorpore un certain niveau de collaboration entre son créateur et son spectateur, le théâtre immersif diffère en ce que les membres de l'auditoire sont censés jouer un certain rôle dans le processus de création de l'œuvre. Le théâtre immersif peut prendre de nombreuses formes en fonction du degré d'implication du public, allant de la reconnaissance ouverte de la présence du public à la totale liberté de choix du public dans la détermination du récit.
Bien qu'ils puissent être mêlés, on différencie le théâtre immersif du théâtre interactif.

## Contexte
L'analyse savante du théâtre immersif est souvent eurocentrique : trois étapes principales sont souvent identifiées pour créer une expérience de théâtre immersive et participative : 
- Désintégration de la barrière entre le public et les acteurs.
- Placement des membres de l'auditoire dans le récit de l'œuvre.
- Suppression des structures sociales séparant les constructions connues des constructions imaginaires / absence de constructions.

L'utilisation du "récit polychronique" est un moyen d'immersion et d'interaction possibles. Ceci est un récit dans lequel le participant ne joue pas un rôle principal, car les placer dans cette position impliquerait trop de volatilité et de liberté, empêchant ainsi de raconter une histoire structurée. Au lieu de cela, le participant reçoit certains moments prescrits d'actions et de commentaires. Ces moments affectent le récit, mais le font d'une manière qui ait plus d'impact sur le participant que tout autre aspect de la pièce.
Les jeux immersifs utilisent différents types d'environnements, des grands bâtiments à plusieurs niveaux aux espaces ouverts. Les différents environnements renforcent la participation du public à la pièce en lui offrant des choix quant à la manière dont il souhaite participer au théâtre. À l'intérieur des différents espaces personnalisés, le public peut se déplacer d'une pièce à l'autre. Dans certaines pièces immersives, les intérieurs peuvent être configurés à différents niveaux, chaque pièce pouvant être une scène totalement différente de la pièce. Les salles peuvent être sombres, lumineuses, colorées, froides, chaudes, parfumées afin de créer l'ambiance souhaitée par les acteurs.
Selon de nombreux théoriciens du théâtre, quatre composantes principales permettent au public de se sentir plus intégré aux représentations théâtrales : "l'espace réel", le sens, le mouvement et le temps. "Real Space" est une composante du théâtre immersif, et l'espace réel fait partie de la mise en scène. Si la pièce se déroule dans un château, le public se rendra dans un vrai château pour pouvoir se sentir immergé dans le spectacle théâtral. Faire participer les sens, par exemple en aveuglant le public, peut augmenter le sens de l'audition. Le mouvement peut affecter la manière dont le public perçoit l'intrigue - se déplacer dans l'espace théâtral immerge le sens kinesthésique.

## International

### Teen Interactive Theatre Education
Le programme TITE (Teen Interactive Theatre Education) a été créé en 2007 pour mesurer le niveau de compétences en matière de prise de décision et de comportements à risque chez les adolescents. Le programme TITE utilise la performance, le jeu de rôle et l'éducation par les pairs pour éduquer les jeunes à la prise de décisions plus saines. Les jeunes participants à TITE font plusieurs spectacles éducatifs pour informer les jeunes. L'objectif est d'aider les jeunes à comprendre les risques et les effets positifs des compétences décisionnelles. Le théâtre offre aux jeunes participants une expérience immersive axée sur «des activités de consolidation d'équipe, des possibilités d'apprentissage expérimental qui contribueront au développement d'habiletés de la vie, à la pensée critique, aux relations et aux valeurs». Au total, 127 élèves ont participé et les résultats ont révélé que la plupart des élèves ont signalé une augmentation de leurs connaissances, de leurs capacités et de leurs convictions en raison d'une intervention; certains ont déclaré moins d'apprentissage global.

### John Brown au NMAH
Le Musée national d'histoire américaine de la Smithsonian Institution a créé un théâtre immersif sur John Brown qui explore la mémoire et la réflexion historiques. Un "arbitre" ou conservateur explique le parcours historique de John Brown aux visiteurs. Le musée peut être un théâtre où le public s'immerge dans l'histoire d'un personnage historique. Le théâtre dans les musées peut aider à "sensibiliser le public aux grandes questions d'importance nationale". "Les musées peuvent utiliser des techniques immersives pour permettre au public de se plonger dans l'histoire de quelqu'un, de créer une empathie envers autrui.

### RATS Theatre, Suède
En 2008, RATS Theatre a traduit la pièce Antigone en un drame radiophonique immersif pour enseigner aux jeunes des leçons de démocratie et de prise de décision. Les rats ont construit deux théâtres différents pour tenir leurs spectacles, l'un à Husby et l'autre à Kista. Le programme RATS s'est étendu à l'Égypte, à la Libye et à la Tunisie.

### Punchdrunk,Sleep No More
Sleep No More est une production théâtrale inspirée par l'histoire de Macbeth de type "Promenade theatre", dans lequel les membres de l'auditoire restent debout et marchent plutôt que de s'asseoir. Sleep No More a remporté le Drama Desk Award 2011 pour son expérience théâtrale unique et les Punchdrunk furent récompensés aux Obie Awards 2011 pour la conception et la chorégraphie.

## En France

### Léonard Matton, Le Secret Paris - Emersiøn

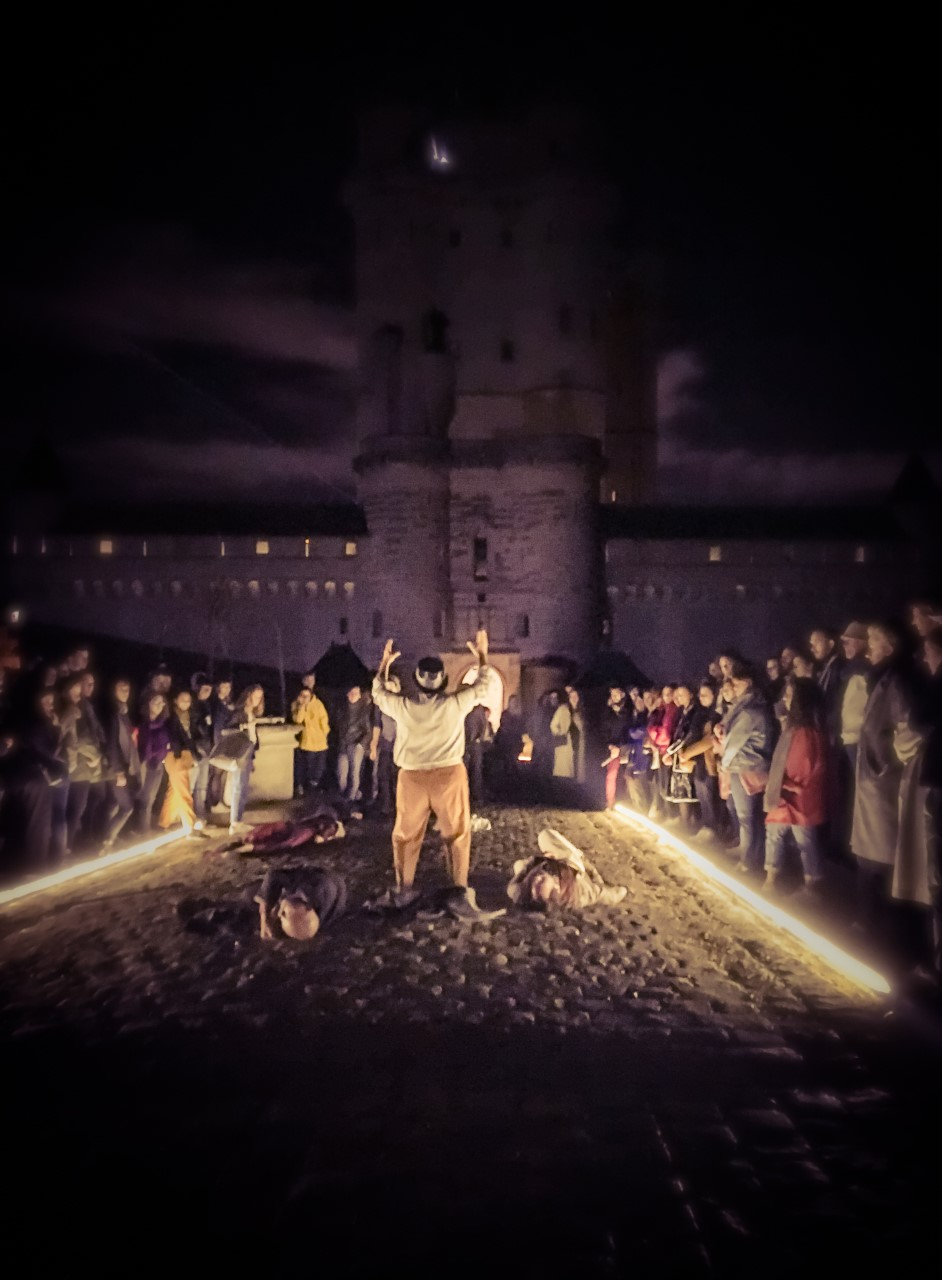
Helsingør, château d'Hamlet

#### Helsingør, château d'Hamlet
Helsingør, château d'Hamlet est une adaptation en théâtre immersif de la pièce Hamlet de Shakespeare par Léonard Matton. Produite à Paris, dans un lieu éphémère de 1 200 m2 nommé Le Secret Paris, le spectacle s'est joué du 29 juin 2018 au 31 décembre 2018, devant plus de 10000 spectateurs dans cet espace de 1200m2.
Le spectacle est repris en 2019 et 2021 au Château de Vincennes en partenariat avec le Centre des monuments nationaux.
Helsingør, château d'Hamlet est la première édition de théâtre immersif, publié sous la forme d'un  livre dont vous êtes le héros, aux éditions de L'Avant-Scène Théâtre en septembre 2021.

#### Le Fléau, mesure pour mesure
À la suite de Helsingør, château d'Hamlet, Léonard Matton traduit et adapte une autre pièce de William Shakespeare, Mesure pour mesure.
Le spectacle (coproduit par le Centre des monuments nationaux et soutenu par le  Ministère de la Culture, le  Conseil d'État et le  Conseil Constitutionnel) est créé en août 2023 au Palais-Royal, sur l'œuvre de Daniel Buren, Les Deux Plateaux.

### Big Drama,Close
Close est une création originale immersive de Big Drama.
Jouée dans un décor de 600m2 et 3 niveaux dans le 11e arrondissement de Paris en avril et mai 2019, cette "aventure déroutante" propose notamment à certains spectateurs une place privilégiée dans la narration, voire de pouvoir décider de la fin de l'histoire. Plus de 5 500 spectateurs ont vécu l'expérience.

### Sébastien Bonnabel, Le Collectif du Libre Acteur

#### SMoKe RiNGS
SMoKE RiNGS est une immersion totale dans l’intimité du couple mise en scène par Sébastien Bonnabel. D’après « Ring » de Léonore Confino, la pièce interroge l’impermanence du sentiment amoureux, les soubresauts de la passion et parfois l’absurdité d’être à deux.
"Chaque spectateur est invité à plonger dans les coins et recoins du théâtre à la rencontre d’amants, de parents, de couples qui s’aiment à la folie, se maudissent, s’humilient, s’effleurent, se désirent, se lassent et se racontent." Le spectacle a été créé en mai 2017 au Théâtre Lepic et se jouera jusqu'en décembre 2019 au Théâtre Michel,,,,.

#### Cyrano Ostinato Fantaisies
Cyrano Ostinato Fantaisies, est une pièce immersive écrite et mise en scène par Sébastien Bonnabel. Le spectacle a été créé le 27 janvier 2019 au Théâtre Lepic[réf. nécessaire].

### Sculpteurs de Rêves

#### Apaches de Paris
Apaches de Paris est une pièce de théâtre immersif créée par le collectif Sculpteurs de Rêves. Jouée de 2021 à 2023 au Café Grévin, l'expérience replongeait les participants dans l'histoire des Apaches de Paris, les gangs parisiens de la belle époque.

#### Gatsby à Nice
Gatsby à Nice est une pièce de théâtre immersif créée par le collectif Sculpteurs de Rêves et l'Agence la Crème, à l'été 2023 et 2024, au Palais de la Méditerranée à Nice, sur la promenade des anglais. Librement inspiré du roman de Francis Scott Fitzgerald Gatsby le Magnifique le spectacle mobilisait 18 comédiens pour 200 participants. En plus des personnages iconiques du roman la pièce mettait en scène des personnages historiques français des années 20 tels que Paul Carbone, Hélène Brion et Joséphine Baker.
L'expérience mettait notamment en scène le créateur du Palais de la Méditerranée Franck Jay Gould, proche de Scott et Zelda Fitzgerald, qui pourrait être une inspiration du personnage de Gatsby,.

### Radium Girls, Beautés Mortelles
Radium Girls, Beautés Mortelles est une pièce de théâtre immersif écrite et mise en scène par Fabien Gaertner, de chorégraphies par François Latapye et produite en 2022.
La pièce immersive jouée en décembre 2022 dans le lieu éphémère de 500 m2 dans le 20e arrondissement de Paris nommé « la Dédale » comporte 10 comédiens.